# Franz Steindachner

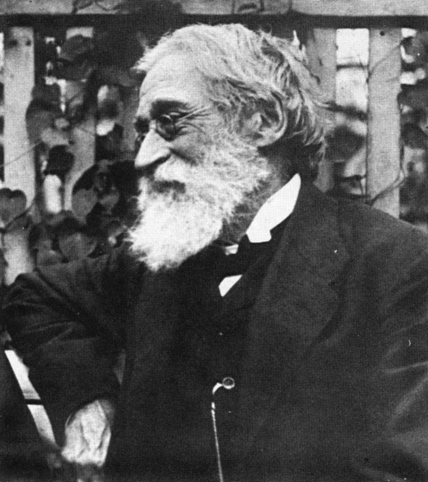
Franz Steindachner

Franz Steindachner (* 11. November 1834 in Wien; † 10. Dezember 1919 ebenda) war ein österreichischer Zoologe.

## Leben
Steindachner studierte zunächst Rechtswissenschaften in Wien, bevor er sich im Jahre 1856 den Naturwissenschaften zuwandte. Er beschäftigte sich zuerst mit fossilen Fischen. Auf Grund seiner hervorragenden Arbeiten wurde ihm im Jahr 1860 die Leitung der Fischsammlung des Naturhistorischen Museums Wien anvertraut. Im folgenden Jahr, nach dem Ausscheiden Leopold Fitzingers, übernahm er auch die Sammlung der Amphibien und Reptilien. Von 1898 bis zu seinem Tode war er Intendant (Direktor) des Museums. Steindachner war auch Schüler bei Joseph Hyrtl.
Erste Sammelreisen führten Steindachner nach Spanien, Portugal, auf die Kanarischen Inseln und nach Senegal.
Zwischen 1859 und 1868 veröffentlichte Steindachner 55 ichthyologische Arbeiten mit einem Gesamtumfang von fast 900 Seiten und wurde so in kurzer Zeit zu einem der hervorragendsten Ichthyologen. Im Jahr 1872 besuchte er gemeinsam mit dem US-amerikanischen Naturforscher und ehemaligen Präsident der Harvard-Universität Thomas Hill die Galapagosinseln. In den 1890er Jahren leitete er die Österreichisch-Ungarischen Tiefsee-Expeditionen ins östliche Mittelmeer, in die Adria und ins Rote Meer. Im Jahr 1892 wurde er zum Mitglied der Leopoldina gewählt.
Die Gattung Steindachneridion aus der Familie der Antennenwelse (Pimelodidae) und über 30 Fischarten, z. B. Steindachners Zwergbuntbarsch (Apistogramma steindachneri), sind nach ihm benannt.

## Schriften (Auswahl)
- Die Süßwasserfische des südöstlichen Brasilien, Wien 1877 (einzelne Kapitel in Sitzungsberichte der Akademie der Wissenschaften mathematisch-naturwissenschaftliche Klasse.: III., ab S. 559 zobodat.at [PDF; 10,5 MB]; IV., 1878, S. 217–230 zobodat.at [PDF; 1,3 MB]).
- Über drei neue Characinen und drei Siluroiden aus dem Stromgebiete des Amazonas innerhalb Brasilien, Wien 1908.
- Beiträge zur Kenntnis der Flussfische Südamerikas, Wien 1915.